# Hieracium larsii-levii
Hieracium larsii-levii es una especie de planta con flor del género Hieracium, de la familia Asteraceae, orden Asterales.

## Distribución
Hieracium larsii-levii se distribuye por Suecia.

## Taxonomía
Fue descrita científicamente por T. Tyler.
Tratamiento taxonómico
La especie aparece registrada en una sección de la publicación J. Bot.